# Choragus
Genre
Choragus est un genre d'insectes de l'ordre des coléoptères (insectes possédant en général deux paires d'ailes incluant entre autres les scarabées, coccinelles, lucanes, chrysomèles, hannetons, charançons et carabes).

## Liste d'espèces
Selon ITIS:
- Choragus exophthalmus Valentine, 1998
- Choragus harrisi LeConte, 1878
- Choragus major Valentine, 1998
- Choragus sayi LeConte, 1876
- Choragus striolatus Valentine, 1998
- Choragus zimmermanni LeConte, 1876